# Yu Zuxiang
Yu Zuxiang 於祖相 (* 1930) ist ein chinesischer Geologe und Mineraloge. Er ist der Entdecker der meisten neuen Mineralien in China und forscht am Geologischen Institut der Chinesischen Akademie der Geowissenschaften.
Yu entdeckte elf neue zurzeit immer noch eigenständige Mineralien, vom Gupeiit (1984), Xifengit (1984), Shuangfengit 双峰矿 (1994), Chengdeit (1995), Gaotaiit 高台矿 (1995), Mayingit 马营矿 (1995), Malanit (1996), Changchengit (1997), Damiaoit (1997), Yixunit (1997) bis zum Lisiguangit (李四光矿,  Lisiguangkuang), insgesamt ca. 1/5 der in China neu entdeckten Mineralien (Stand 2010).